# 1910 (szám)
Az 1910 (római számmal: MCMX) az 1909 és 1911 között található természetes szám.

## A matematikában
A tízes számrendszerbeli 1910-es a kettes számrendszerben 11101110110, a nyolcas számrendszerben 3566, a tizenhatos számrendszerben 776 alakban írható fel.
Az 1910 páros szám, összetett szám, szfenikus szám. Kanonikus alakja 21 · 51 · 1911, normálalakban az 1,91 · 103 szorzattal írható fel. Nyolc osztója van a természetes számok halmazán, ezek növekvő sorrendben: 1, 2, 5, 10, 191, 382, 955 és 1910.
Az 1910 egyetlen szám valódiosztóösszeg-függvényeként áll elő, ez a 3814.